# Euseius reticulatus
Euseius reticulatus är en spindeldjursart som beskrevs av Moraes, Ueckermann och Oliveira 200. Euseius reticulatus ingår i släktet Euseius och familjen Phytoseiidae. Inga underarter finns listade i Catalogue of Life.